# Euphyia cretacea
Euphyia cretacea là một loài bướm đêm trong họ Geometridae.